# Castilla (Medellín)
La Comuna n.º 5 Castilla es una de las 16 comunas de la ciudad de Medellín, capital del Departamento de Antioquia. Se encuentra ubicada en la zona noroccidental. Limita por el norte con el municipio de Bello; por el oriente con el Río Medellín; por el sur con la comuna n.º 7 Robledo, y al occidente con las comunas n.º 6 Doce de Octubre y n.º 7 Robledo. Su distribución urbana se caracteriza por ser una formación planificada por las propias comunidades en algunos sectores y espontánea, no planificada en otros.

## Historia
Para los años 30 se insinúan las primeras construcciones de lo que hoy son los barrios Caribe y Castilla, donde se alojaban trabajadores del matadero o de las fábricas Coltejer, Everfit y Fabricato; los terrenos donde se asentaron estos barrios eran de propiedad de las familias Carvajal y Cock; Castilla se constituyó en el núcleo alrededor del cual surgieron sectores que más tarde se consolidarían como barrios, es el caso de Belalcázar y Castillita que se desarrollaron como urbanizaciones piratas. 
El proceso de poblamiento de Castilla se extendió hasta los años 1960; en 1950 el Plan Piloto estableció las áreas para el nuevo desarrollo de la ciudad en el costado occidental del río, así la expansión de la ciudad da respuesta al proceso de crecimiento poblacional que comienza a sentirse debido a la migración campo – ciudad estimulada por fenómenos de violencia política. Entre 1957 y 1958 la construcción del matadero, el coliseo de ferias y la Autopista Norte, contribuyeron al poblamiento de la zona. En los años 60 se consolidaron algunos barrios con la instalación de plantas industriales, la construcción del Hospital La María y la Carretera al Volador (hoy Carrera 65) que habilitaron estos terrenos para vivienda. En los años 60, se ofrecieron viviendas construidas por el Instituto de Crédito Territorial a través de la autoconstrucción con aporte de materiales por parte del ICT, en los barrios Alfonso López, Florencia, Girardot, Boyacá, Toscana y Boyacá las Brisas. Algunos de estos planes se dirigían a trabajadores y operarios de las industrias, con lo que se afirmó el carácter obrero de la zona.
El Instituto de Crédito Territorial en los años 70 urbanizó zonas aledañas al barrio Castilla a través de las urbanizaciones Francisco Antonio Zea, Girardot, Boyacá, Las Brisas y Florencia, así mismo, en esta década se presentaron algunas invasiones en la parte conocida como La María y en otras en el costado norte del Cementerio Universal, conocida como La Candelaria.
A partir de los años 78 y 79 en adelante barrios aledaños a la escuela de carabineros Carlos Holguín se consolidaron como barrios para los Policías que trabajaban y/o estudiaban en ella, Boyacá las Brisas, Tejelo y Toscana como iconos de los agentes de policía.

## Geografía
La comuna tiene un área total de 609.69 hectáreas. Es la comuna de la Zona Noroccidental con menor pendiente, se localiza en la parte baja entre las quebradas La Madera y la Quintana, y el Río Medellín y la cota XXXX.
Esta es la comuna que le da la bienvenida a todos los visitantes que llegan a la ciudad de Medellín, ya sea por la autopista norte o la carretera Medellín-Bogotá.
Tiene una de las situaciones más estratégicas para el comercio de carga, entrada y salida porque las carretera que la atraviesan son unas de las principales, tanto de la ciudad, como del país, ellas son la avenida regional (carrera 63), la autopista norte (carrera 64) y la carrera 65.
Además de las dos quebradas mencionadas en el párrafo anterior, forman parte de la comuna las cuencas de las quebradas La Culebra, Caño Toscana, La Feria, La Tinaja, La Moreno, La Rosa, La Velásquez, La Minita, San Francisco (con su afluente La María), La Cantera y La Batea que desemboca en la quebrada La Quintana; todas las anteriores corren hacia el Río Medellín. La gran mayoría de estas quebradas fueron canalizadas y cubiertas por trabajos comunitarios para dar paso al desarrollo constructivo de la comuna.

## Demografía
| Rango de edad | n.º de habitantes | % Porcentaje |
| ------------- | ----------------- | ------------ |
| 0 - 14        | 24.939            | 16.79        |
| 15 - 39       | 54.108            | 36.43        |
| 40 - 64       | 56.285            | 37.90        |
| 65 y más      | 13.158            | 8.86         |
| Total         | 148,490           | 100.0        |

De acuerdo con las cifras presentadas por el Anuario Estadístico de Medellín de 2013, Castilla cuenta con una población de 148.490 habitantes, de los cuales 70.373 son hombres y 78.117 son mujeres. 
En la comuna cinco también hay estratos que aunque no predominantes son clase media estrato 4 como lo son Boyacá las Brisas, Tejelo entre otros.
Como puede observarse en el cuadro, la gran mayoría de la población está por debajo de los 39 años (53.22%) del cual el mayor porcentaje lo aporta la población adulta (37.90%) con rango de edad de 40 a 64 años. Sólo un 8.86% representa a los habitantes mayores de 65 años es decir la población de la tercera edad.
Según las cifras presentadas por la Encuesta Calidad de Vida 2013 el estrato socioeconómico que predomina en Castilla es el 3 (medio-bajo), el cual comprende el 81.09 % de las viviendas, seguido por el estrato 2 (bajo), que corresponde al 16.89 %, seguido por el estrato 4 (medio) que corresponde al 1,12 %, y el estrato 1 (bajo) con el 0.88 %, estas condiciones socioeconómicas caracterizan la totalidad de los barrios de esta comuna.
Castilla, se desarrolla en una extensión de 609.69 hectáreas, con una densidad de 230 habitantes por hectárea.

### Etnografía
Según las cifras presentadas por el DANE del censo 2013, la composición etnográfica de la comuna es: 
- Mestizos & Blancos (98%)
- Negro, mulato, afrocolombiano o afrodescendiente (1%)
- Indígena (1%)

## División

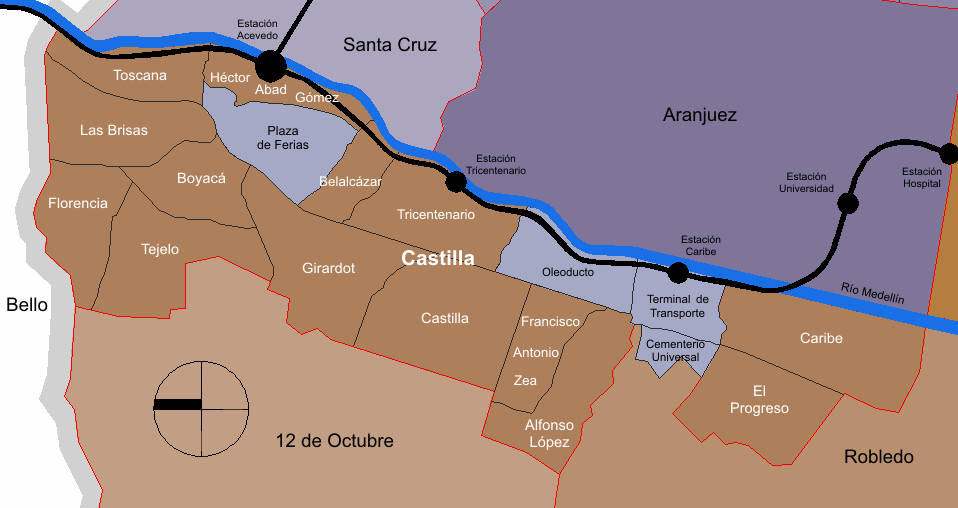
Castilla, división barrial.

La Comuna está conformada por 15 barrios y 4 áreas institucionales: En total 19 barrios y 
| - Castilla - La Paralela - Tricentenario - Héctor Abad Gómez - Toscana - Barrio nuevo (ese barrio pertenece a la comuna 2 (Madera) del municipio de Bello, y cerca al barrio Florencia de Medellín) - Plaza Colón - Boyacá - Las Brisas - Florencia - Tejelo - Girardot - Gratamira - Francisco Antonio Zea - Alfonso López - Belalcázar - Caribe - El Progreso - Plaza de Ferias (área Institucional) - Oleoducto (área Institucional) - Cementerio Universal (área Institucional) - Terminal de Transporte del Norte (área Institucional) |

## Economía
El uso predominante en la Comuna n.º 5 Castilla es el residencial, combinado con comercio básico y servicios complementarios a la vivienda.
Esta comuna contiene una importante presencia de la industria y entidades institucionales entre los que se destacan Proleche, Colanta, Coca-cola, Everfit-Indulana, Carrocería Antioquia, Zenú, Secretaría de Movilidad Municipal, la Secretaría Departamental de Minas, el Nuevo edificio de la Fiscalía General de la Nación la escuela de carabineros Carlos Holguín una de las más importantes del departamento y el país y las instalaciones del oleoducto.

## Infraestructura vial y transporte
La comuna Castilla se encuentra atravesada longitudinalmente en las direcciones norte y sur por algunos ejes metropolitanos como lo son tres vías de doble calzada. Estas son la Autopista Norte, la Vía Paralela y la Carrera 65. Esta última se encuentra en ampliación para formar un corredor de alta densidad vial hasta la calle 104.
El Metro de Medellín pasa paralelamente junto al río Medellín, dejando en su recorrido tres estaciones en el extremo oriental de la comuna. Estas estaciones son alimentadas por rutas de buses del sistema integrado de transporte. Estas son Caribe ubicada entre el río y la Terminal de Transporte del Norte, Tricentenario ubicada entre el barrio del mismo nombre y el río, y Acevedo ubicada entre los barrios Héctor Abad Gómez, La Paralela y el río. En dicha estación se encuentra ubicada la estación de transferencia a la Línea K y a la Línea P del metrocable, esta última también conocida como Metrocable Picacho que, inaugurada en 2021, atraviesa parte de la comuna, teniendo una estación a un lado del SENA de Castilla.
Las demás vías existentes tienen poca capacidad para atender el flujo vehicular y se presenta falta de conectividad intrazonal.
En el sector denominado La Isla, el cual se encuentra conformado por los barrios Héctor Abad Gómez, Toscana, Tricentenario, Belalcázar, La Paralela y Plaza de Ferias, y ubicado entre la Vía Paralela y la Autopista Norte se presenta incomunicación vial con el resto de la comuna. Esta falencia se ha subsanado en parte con la construcción de un puente en la calle 97 A, a un costado del Parque Juanes de la Paz que pasa por encima de la Autopista Norte y une la carrera 65 con el barrio Tricentenario.  El Municipio de Medellín tiene proyectado construir un puente sobre el río Medellín en la calle 94 para unir esta comuna con Aranjuez. 
Para el año 2012 se finalizó la doble vía que permite el acceso a la ciudad por los municipios del norte del valle del aburra (conocida como La regional o La Paralela). Dicha vía proporciona una mayor rapidez en el parque automotor, pero perjudica la conexión de los barrios Toscana, La Paralela, Playitas y Plaza Colón. Los habitantes del sector exigieron intercambios viales suficientes para su comunicación, pero solo se realizó uno de los tres intercambios propuestas por la comunidad.
Desde el año 2015, la Comuna 5 (Castilla) cuenta con el Puente de la Madre Laura. Con destino al Nor-oriente de la ciudad (Comuna 4 (Aranjuez).

## Sitios de interés
- Cementerio Universal
- Terminal de Transporte del Norte
- Plaza de Ferias y Coliseo Aurelio Mejía
- Telemedellín (antigua sede)
- Secretaría de Movilidad.
- Búnker de la Fiscalía
- Santuario San Judas Tadeo
- Bulevar de Castilla, carrera 68 entre calles 94 y 98
- Parque Juanes de la Paz
- Biblioteca Comfenalco Castilla
- Ciclorrutas
- Sede Bachillerato Instituto Tecnológico Metropolitano
- Puente Punto Cero.
- Estaciones del metro: Caribe, Tricentenario y Acevedo.
- Hogar infantil Rosita.
- Unidad Deportiva René Higuita
- Centro de Tecnología de la Manufactura SENA
- Metrosalud Castilla
- Industrias de alimentos Zenú
- Florida Parque Comercial